# Fiumi del Perù
Elenco dei principali fiumi del Perù:
- Apurimac
- Corrientes
- Curaray
- Ene
- Huallaga
- Jurua
- Rio de las Piedras.
- Madre de Dios
- Marañón
- Morona
- Rio Napo
- Pastaza
- Paucartambo
- Perené
- Purús
- Putumayo
- Rio delle Amazzoni
- Santa
- Santiago
- Tambo
- Tigre
- Ucayali
- Urubamba
- Yavarí